# 魯鐸
魯 鐸（ろ たく、1458年 - 1524年）は、明代の学者・官僚。字は振之。本貫は沔陽州景陵県。

## 生涯
1502年（弘治15年）、進士に及第し、会元となった。翰林院庶吉士に任じられた。1504年（弘治17年）、翰林院編修に進んだ。1505年（弘治18年）、ベトナムの黎朝に対する使節をつとめた。
1507年（正徳2年）、国子司業に転じた。1515年（正徳10年）、南京国子祭酒に抜擢された。1516年（正徳11年）、国子祭酒となった。1517年（正徳12年）、病を理由に帰郷した。
1522年（嘉靖元年）、刑部尚書林俊の推薦により、南京国子祭酒に起用された。1523年（嘉靖2年）、致仕を請願した。1524年（嘉靖3年）、死去した。享年は67。諡は文恪といった。著書に『魯文恪公集』10巻・『已有園稿』2巻・『已有園続稿』1巻があった。